# Eddie Gustafsson
Douglas Edward Alexander Gustafsson McIntosh (né le 31 janvier 1977 à Philadelphie, Pennsylvanie, États-Unis) est un ancien gardien de but suédois.

## Carrière
Eddie Gustafsson a commencé à jouer avec le club suédois du IFK Stockholm (en) puis pour le IFK Norrköping, avant de bouger en Norvège, en 2002, en signant pour le Molde FK. Il fut le gardien titulaire pendant 3 saisons. À la fin de son contrat, il décida de chercher un nouveau club. Il fit de nombreux essais non concluants en Europe et aux États-Unis. Il s'engagea alors, pendant 1 an, avec le club norvégien du Ham-Kam. Après avoir porté les couleurs du FC Lyn Oslo, il signa un contrat avec le Red Bull Salzbourg en 2009.
Le 18 avril 2010, lors d'un match de première division autrichienne face au LASK Linz,il est victime d'une agression brutale de la part de l'attaquant Lukas Kragl qui lui brise la jambe, ce qui occasionne au portier suédois une fracture tibia-péroné.
Eddie Gustafsson joue son dernier match lors de l'ultime journée du championnat 2013-2014, le 4 mai 2014 contre le SV Ried à domicile. Il est remplacé par Péter Gulácsi à la 78e minute.

## Carrière internationale
Commençant sa carrière en 2000, Eddie Gustafsson a été titulaire à dix reprises en sélection suédoise.

## Palmarès

### En club
- Red Bull Salzbourg
  - Champion d'Autriche en 2009, 2010 et 2012.
  - ÖFB-Cup en 2012.